# Liste des chapitres de Hunter × Hunter
Cette page recense la liste des chapitres du manga Hunter × Hunter.

## Liste des volumes

### Tomes 1 à 10
| no | Japonais         | Japonais          | Français           | Français          |
| no | Date de sortie   | ISBN              | Date de sortie     | ISBN              |
| --- | ---------------- | ----------------- | ------------------ | ----------------- |
| 1 | 4 juin 1998      | 978-4-08-872571-0 | 1er mars 2000      | 978-2-87129-266-1 |
| Titre du tome : Le jour du départ (出発の日, Shūpatsu no Hi) Personnages en couverture : GonListe des chapitres : - 001. Le jour du départ (出発の日, Shūpatsu no Hi) - 002. Dans la tempête (嵐の出会い, Arashi no Deai) - 003. L'ultime choix (究極の選択, Kyūkyoku no Sentaku) - 004. Le raton-renard monstrueux (魔獣 凶狸狐, Majū Kiriko) - 005. 1er tour : début des épreuves [1] (第1次試験開始(1), Dai Ichi-ji Shiken Kaishi (1)) - 006. 1er tour : début des épreuves [2] (第1次試験開始(2), Dai Ichi-ji Shiken Kaishi (2)) - 007. À chacun ses raisons (それぞれの理由, Sorezore no Riyū) - 008. Un adversaire de plus (もうひとつの敵, Mō Hitotsu no Teki) |                  |                   |                    |                   |
| 2 | 2 septembre 1998 | 978-4-08-872606-9 | 1er avril 2000     | 978-2-87129-267-8 |
| Titre du tome : Bataille dans le brouillard (霧の中の攻防, Kiri no Naka no Kōbō) Personnages en couverture : Gon, Kurapika et LéolioListe des chapitres : - 009. Bataille dans le brouillard (霧の中の攻防, Kiri no Naka no Kōbō) - 010. Une épreuve inattendue (意外な課題, Igai na Kadai) - 011. Un résultat évident (当然の結果, Tōzen no Kekka) - 012. La visite du président (会長参上, Kaichō Sanjō) - 013. Un jeu en pleine nuit [1] (真夜中のゲーム(1), Mayonaka no Gēmu (1)) - 014. Un jeu en pleine nuit [2] (真夜中のゲーム(2), Mayonaka no Gēmu (2)) - 015. Chemin des décisions par la majorité (多数決の道, Tasūketsu no Michi) - 016. Les jurés (試練官登場, Jiren Kan Tōjō) - 017. Deux choix identiques (不自由な2択, Fujiyū na Nitaku)                                           |                  |                   |                    |                   |
| 3 | 4 novembre 1998  | 978-4-08-872630-4 | 1er juin 2000      | 978-2-87129-268-5 |
| Titre du tome : Jeu décisif (決着, Kesshaku) Personnages en couverture : GonListe des chapitres : - 018. Deux atouts (2つの切り札, Futatsu no Kirifuda) - 019. Le piège des choix à la majorité (多数決の罠, Tasūketsu no Wana) - 020. Gamble time (ギャンブルダイム, Gyanburu Daimu) - 021. Jeu décisif (決着, Kesshaku) - 022. Le dernier problème (最後の問題, Saigo no Mondai) - 023. Deux ennemis (2人の敵, Futari no Teki) - 024. Entraînement spécial (特訓, Tokkun) - 025. Le deuxième jour (2日目, Futsukame) - 026. La veille du combat final (決戦前夜, Kekken Zenya) |                  |                   |                    |                   |
| 4 | 4 février 1999   | 978-4-08-872672-4 | 1er septembre 2000 | 978-2-87129-269-2 |
| Titre du tome : Le dernier tour ! (最終試験開始!, Saishū Shiken Kaishi!) Personnages en couverture : KurapikaListe des chapitres : - 027. Une situation explosive (一触即発, Isshokusokuhatsu) - 028. Une dette de taille (大きな借り, Ōki na Kari) - 029. Et Kirua… (キルアの場合, Kirua no Bāi) - 030. Le piège grouillant (蠢く罠, Ugomeku Wana) - 031. In extremis (九死に…, Kyūshi ni…) - 032. La dernière épreuve… ? (最終試験は…?, Saishū Shiken wa…?) - 033. Le dernier tour ! (最終試験開始!, Saishū Shiken Kaishi!) - 034. Premier candidat certifié ! ? (合格第1号!?, Koukaku Dai Ichi-gō!?) - 035. Ombre et lumière [1] (光と闇(1), Hikari to Yami (1)) |                  |                   |                    |                   |
| 5 | 30 avril 1999    | 978-4-08-872713-4 | 1er octobre 2000   | 978-2-87129-270-8 |
| Titre du tome : Jin Freecss (ジン=フリークス, Jin Furīkusu) Personnages en couverture : LéolioListe des chapitres : - 036. Ombre et lumière [2] (光と闇(2), Hikari to Yami (2)) - 037. Ombre et lumière [3] (光と闇(3), Hikari to Yami (3)) - 038. Jin Freecss (ジン=フリークス, Jin Furīkusu) - 039. Les intrus (侵入者, Shinnyūsha) - 040. La famille Zoldik [1] (ゾルディック家(1), Zorudikku Ke (1)) - 041. La famille Zoldik [2] (ゾルディック家(2), Zorudikku Ke (2)) - 042. La famille Zoldik [3] (ゾルディック家(3), Zorudikku Ke (3)) - 043. La famille Zoldik [4] (ゾルディック家(4), Zorudikku Ke (4)) - 044. Le tournoi céleste (天空闘技場, Tenkū Tōgijō) |                  |                   |                    |                   |
| 6 | 4 octobre 1999   | 978-4-08-872749-3 | 20 janvier 2001    | 978-2-87129-321-7 |
| Titre du tome : La condition d'Hisoka (ヒソカの条件, Hisoka no Jōken) Personnages en couverture : KiruaListe des chapitres : - 045. Ren (レン, "Ren") - 046. Nen (ネン, "Nen") - 047. Le mur invisible (見えない壁, Mienai Kabe) - 048. La condition d'Hisoka (ヒソカの条件, Hisoka no Jōken) - 049. Que le combat commence !! (戦闘開始!!, Sentō Kaishi!!) - 050. Zetsu (ゼツ, "Zetsu") - 051. Ten (点, "Ten") - 052. Kastro (カストロ, Kasutoro) - 053. Double (ダブル, Daburu) - 054. La cause de la défaite (敗因, Haīn) |                  |                   |                    |                   |
| 7 | 22 décembre 1999 | 978-4-08-872788-2 | 17 mars 2001       | 978-2-87129-322-4 |
| Titre du tome : Ça ne fait que commencer (これから, Kore Kara) Personnages en couverture : Gon, Kirua et HisokaListe des chapitres : - 055. Hisoka… (ヒソカは…, Hisoka wa…) - 056. Début de l'apprentissage (修行再開, Shūgyō Saikai) - 057. La promesse (約束, Yakusoku) - 058. Face à face de nouveau (再戦, Saisen) - 059. Qualification (及第, Kyūdai) - 060. Réussite (合格, Gōkaku) - 061. Match décisif (決戦, Kessen) - 062. Pour de vrai (本気, Honki) - 063. Ça ne fait que commencer (これから, Kore Kara) |                  |                   |                    |                   |
| 8 | 4 avril 2000     | 978-4-08-872847-6 | 12 mai 2001        | 978-2-87129-323-1 |
| Titre du tome : Ouverture des enchères !! (オークション開催!!, Ōkushon Kaisai!!) Personnages en couverture : Kurapika et KuroroListe des chapitres : - 064. Retours au pays (帰郷, Kikyō) - 065. À propos de Jin (ジンについて, Jin ni Tsuite) - 066. La cassette (テープ, Tēpu) - 067. Le château du collectionneur de corps [1] (人体収集家の館(1), Jindai Shūshūka no Yakata (1)) - 068. Le château du collectionneur de corps [2] (人体収集家の館(2), Jindai Shūshūka no Yakata (2)) - 069. Greed Island (グリードアイランド, Gurīdo Airando) - 070. Vers York Shin (ヨークシンへ, Yōkushin e) - 071. Ouverture des enchères !! (オークション開催!!, Ōkushon Kaisai!!) - 072. 1er septembre [1] (9月1日(1), Kugatsu Tsuitachi (1)) - 073. 1er septembre [2] (9月1日(2), Kugatsu Tsuitachi (2)) |                  |                   |                    |                   |
| 9 | 7 juillet 2000   | 978-4-08-872890-2 | 7 juillet 2001     | 978-2-87129-324-8 |
| Titre du tome : 1er septembre (9月1日, Kugatsu Tsuitachi) Personnages en couverture : Kurapika, Gon, Kirua, Léolio et KuroroListe des chapitres : - 074. 1er septembre [3] (9月1日(3), Kugatsu Tsuitachi (3)) - 075. 1er septembre [4] (9月1日(4), Kugatsu Tsuitachi (4)) - 076. 1er septembre [5] (9月1日(5), Kugatsu Tsuitachi (5)) - 077. 1er septembre [6] (9月1日(6), Kugatsu Tsuitachi (6)) - 078. 1er septembre [7] (9月1日(7), Kugatsu Tsuitachi (7)) - 079. 2 septembre [1] (9月2日(1), Kugatsu Futsuka (1)) - 080. 2 septembre [2] (9月2日(2), Kugatsu Futsuka (2)) - 081. 2 septembre [3] (9月2日(3), Kugatsu Futsuka (3)) - 082. 2 septembre [4] (9月2日(4), Kugatsu Futsuka (4)) - 083. 2 septembre [5] (9月2日(5), Kugatsu Futsuka (5))                                              |                  |                   |                    |                   |
| 10 | 2 novembre 2000  | 978-4-08-873021-9 | 6 octobre 2001     | 978-2-87129-325-5 |
| Titre du tome : 3 septembre (9月3日, Kugatsu Mikka) Personnages en couverture : Kuroro, Kirua, Gon, Kurapika et LéolioListe des chapitres : - 084. 2 septembre [6] (9月2日(6), Kugatsu Futsuka (6)) - 085. 3 septembre [1] (9月3日(1), Kugatsu Mikka (1)) - 086. 3 septembre [2] (9月3日(2), Kugatsu Mikka (2)) - 087. 3 septembre [3] (9月3日(3), Kugatsu Mikka (3)) - 088. 3 septembre [4] (9月3日(4), Kugatsu Mikka (4)) - 089. 3 septembre [5] (9月3日(5), Kugatsu Mikka (5)) - 090. 3 septembre [6] (9月3日(6), Kugatsu Mikka (6)) - 091. 3 septembre [7] (9月3日(7), Kugatsu Mikka (7)) - 092. 3 septembre [8] (9月3日(8), Kugatsu Mikka (8)) - 093. 3 septembre [9] (9月3日(9), Kugatsu Mikka (9))                                                                                          |                  |                   |                    |                   |

### Tomes 11 à 20
| no | Japonais        | Japonais          | Français        | Français          |
| no | Date de sortie  | ISBN              | Date de sortie  | ISBN              |
| --- | --------------- | ----------------- | --------------- | ----------------- |
| 11 | 2 mars 2001     | 978-4-08-873087-5 | 19 janvier 2002 | 978-2-87129-402-3 |
| Titre du tome : 4 septembre (9月4日, Kugatsu Yokka) Personnages en couverture : KuroroListe des chapitres : - 094. 3 septembre [10] (9月3日(10), Kugatsu Mikka (10)) - 095. 3 septembre [11] (9月3日(11), Kugatsu Mikka (11)) - 096. 3 septembre [12] (9月3日(12), Kugatsu Mikka (12)) - 097. 3 septembre [13] (9月3日(13), Kugatsu Mikka (13)) - 098. 3 septembre [14] (9月3日(14), Kugatsu Mikka (14)) - 099. 3 septembre [15] (9月3日(15), Kugatsu Mikka (15)) - 100. 3 septembre [16] (9月3日(16), Kugatsu Mikka (16)) - 101. 3 septembre [17] (9月3日(17), Kugatsu Mikka (17)) - 102. 4 septembre [1] (9月4日(1), Kugatsu Yokka (1)) - 103. 4 septembre [2] (9月4日(2), Kugatsu Yokka (2)) |                 |                   |                 |                   |
| 12 | 4 juillet 2001  | 978-4-08-873135-3 | 13 avril 2002   | 978-2-87129-415-3 |
| Titre du tome : 4 septembre [2] (9月4日(2), Kugatsu Yokka (2)) Personnages en couverture : Brigade fantômeListe des chapitres : - 104. 4 septembre [3] (9月4日(3), Kugatsu Yokka (3)) - 105. 4 septembre [4] (9月4日(4), Kugatsu Yokka (4)) - 106. 4 septembre [5] (9月4日(5), Kugatsu Yokka (5)) - 107. 4 septembre [6] (9月4日(6), Kugatsu Yokka (6)) - 108. 4 septembre [7] (9月4日(7), Kugatsu Yokka (7)) - 109. 4 septembre [8] (9月4日(8), Kugatsu Yokka (8)) - 110. 4 septembre [9] (9月4日(9), Kugatsu Yokka (9)) - 111. 4 septembre [10] (9月4日(10), Kugatsu Yokka (10)) - 112. 4 septembre [11] (9月4日(11), Kugatsu Yokka (11)) - 113. 4 septembre [12] (9月4日(12), Kugatsu Yokka (12)) - 114. 4 septembre [13] (9月4日(13), Kugatsu Yokka (13)) - 115. 4 septembre [14] (9月4日(14), Kugatsu Yokka (14)) |                 |                   |                 |                   |
| 13 | 2 novembre 2001 | 978-4-08-873180-3 | 6 juillet 2002  | 978-2-87129-429-0 |
| Titre du tome : 10 septembre (9月10日, Kugatsu Tōka) Personnages en couverture : Kirua et GonListe des chapitres : - 116. 4 septembre [15] (9月4日(15), Kugatsu Yokka (15)) - 117. 4 septembre [16] (9月4日(16), Kugatsu Yokka (16)) - 118. 4 septembre [17] (9月4日(17), Kugatsu Yokka (17)) - 119. 4 septembre [18] (9月4日(18), Kugatsu Yokka (18)) - 120. 6 septembre [1] (9月6日(1), Kugatsu Muika (1)) - 121. 6 septembre [2] (9月6日(2), Kugatsu Muika (2)) - 122. 6 septembre [3] (9月6日(3), Kugatsu Muika (3)) - 123. 6 septembre [4] (9月6日(4), Kugatsu Muika (4)) - 124. 7 septembre - 10 septembre [1] (9月7日(1)-9月10日(1), Kugatsu Nanoka (1)-Kugatsu Tōka (1)) - 125. 10 septembre [2] (9月10日(2), Kugatsu Tōka (2)) - 126. 10 septembre [3] (9月10日(3), Kugatsu Tōka (3)) - 127. 10 septembre [4] (9月10日(4), Kugatsu Tōka (4)) |                 |                   |                 |                   |
| 14 | 4 avril 2002    | 978-4-08-873262-6 | 18 janvier 2003 | 978-2-87129-442-9 |
| Titre du tome : Les secrets du jeu (ゲーム(島)の秘密, Gēmu (Shima) no Himitsu) Personnages en couverture : KurapikaListe des chapitres : - 128. 10 septembre [5] (9月10日(5), Kugatsu Tōka (5)) - 129. Antikoba, la ville du challenge (都市 アントキバ, Kenshō Toshi Antokiba) - 130. La raison de l'invitation (勧誘の理由, Kanyū no Wake) - 131. Réponses (回答, Kaitō) - 132. Les 40 sorts (40種のスペル(呪文), Yonjū Shu no Superu (Jumon)) - 133. D'autres défenses que les sorts (呪文以外の防御法, Jumon Igai no Bōgyo hō) - 134. Les secrets du jeu (ゲーム(島)の秘密, Gēmu (Shima) no Himitsu) - 135. Et maintenant, en route pour Masadora ! [1] (いざマサドラへ!(1), Iza Masadora e! (1)) - 136. Et maintenant, en route pour Masadora ! [2] (いざマサドラへ!(2), Iza Masadora e! (2)) - 137. Et maintenant, en route pour Masadora ! [3] (いざマサドラへ!(3), Iza Masadora e! (3)) - 138. Et maintenant, en route pour Masadora… ? (いざマサドラへ…?, Iza Masadora e…?) - 139. On va vraiment à Masadora ? (ホントにマサドラ行くのか?, Honto ni Masadora Iku no ka?) |                 |                   |                 |                   |
| 15 | 4 octobre 2002  | 978-4-08-873314-2 | 1er mars 2003   | 978-2-87129-509-9 |
| Titre du tome : Progrès rapides (躍進, Yakushin) Personnages en couverture : Petite fille (Biscuit) ?)Liste des chapitres : - 140. On est allé à Masadora mais… (マサドラには行ったけど, Masadora niwa Itta kedo) - 141. Vu qu'on est allé à Masadora, on réfléchira un autre titre pour la prochaine fois (もうマサドラ行ったから次から別の感じのタイトルでいいや, Mō Masadora Itta kara Tsugi kara Betsu no Kanji no Taitoru de Īya) - 142. Boomer, le magicien des bombes ((ボマー)「爆弾魔」, (Bomā) Bakudan Ma) - 143. Countdown - le son de la vie ((カウントダウン)「命の音」, (Kauntodaun) 'Inochi no Oto') - 144. Libération ((リリース)「解放」, (Rirīsu) 'Kaihō') - 145. Jaken = Jan-Ken ? (邪拳=ジャンケン!?, Janken = Janken?!) - 146. Abengane [1] (アベンガネ(1), Abengane (1)) - 147. Abengane [2] (アベンガネ(2), Abengane (2)) - 148. Début des épreuves (試験開始, Shiken Kaishi) - 149. Rencontre (遭遇, Sōgū) - 150. Départ (始動, Shidō) - 151. Progrès rapides (躍進, Yakushin)                                                                            |                 |                   |                 |                   |
| 16 | 4 février 2003  | 978-4-08-873382-1 | 5 juillet 2003  | 978-2-87129-536-5 |
| Titre du tome : Duels (対決, Taiketsu) Personnages en couverture : Gon et LaserListe des chapitres : - 152. Contact (接触, Sesshoku) - 153. Réussite (成功, Seikō) - 154. Front commun (共同戦線, Kyōdōsensen) - 155. Le capitaine et ses 14 diables (船長と14人の悪魔, Senchō to Jūyon Nin no Akuma) - 156. Duels [1] (対決(1), Taiketsu (1)) - 157. Duels [2] (対決(2), Taiketsu (2)) - 158. Personnes semblables² + 1 (似た者同士2+1, Nitamono Dōshi) - 159. Love Love, la ville des relations amoureuses (恋愛都市アイアイ, Renai Toshi Aiai) - 160. Duels [3] (対決(3), Taiketsu (3)) - 161. Duels [4] (対決(4), Taiketsu (4)) - 162. Duels [5] (対決(5), Taiketsu (5)) - 163. Duels [6] (対決(6), Taiketsu (6)) |                 |                   |                 |                   |
| 17 | 4 juin 2003     | 978-4-08-873443-9 | 1er mai 2004    | 978-2-87129-562-4 |
| Titre du tome : Trois clans en lutte (三つ巴の攻防, Mitsu Domoe no Kōbō) Personnages en couverture : KiruaListe des chapitres : - 164. Duels [7] (対決(7), Taiketsu (7)) - 165. Duels [8] (対決(8), Taiketsu (8)) - 166. Duels [9] (対決(9), Taiketsu (9)) - 167. Duels [10] (対決(10), Taiketsu (10)) - 168. Duels [11] (対決(11), Taiketsu (11)) - 169. Déclaration de guerre (宣戦布告, Sensenfukoku) - 170. Trois clans en lutte [1] (三つ巴の攻防(1), Mitsu Domoe no Kōbō (1)) - 171. Trois clans en lutte [2] (三つ巴の攻防(2), Mitsu Domoe no Kōbō (2)) - 172. Trois clans en lutte [3] (三つ巴の攻防(3), Mitsu Domoe no Kōbō (3)) - 173. Trois clans en lutte [4] (三つ巴の攻防(4), Mitsu Domoe no Kōbō (4)) - 174. Trois clans en lutte [5] (三つ巴の攻防(5), Mitsu Domoe no Kōbō (5)) - 175. Trois clans en lutte [6] (三つ巴の攻防(6), Mitsu Domoe no Kōbō (6)) |                 |                   |                 |                   |
| 18 | 3 octobre 2003  | 978-4-08-873516-0 | 3 juillet 2004  | 978-2-87129-685-0 |
| Titre du tome : Rencontre fortuite (邂逅, Kaikō) Personnages en couverture : KurapikaListe des chapitres : - 176. Trois clans en lutte [7] (三つ巴の攻防(7), Mitsu Domoe no Kōbō (7)) - 177. Trois clans en lutte [8] (三つ巴の攻防(8), Mitsu Domoe no Kōbō (8)) - 178. Trois clans en lutte [9] (三つ巴の攻防(9), Mitsu Domoe no Kōbō (9)) - 179. Trois clans en lutte [10] (三つ巴の攻防(10), Mitsu Domoe no Kōbō (10)) - 180. Trois clans en lutte [11] (三つ巴の攻防(11), Mitsu Domoe no Kōbō (11)) - 181. Trois clans en lutte [12] (三つ巴の攻防(12), Mitsu Domoe no Kōbō (12)) - 182. Trois clans en lutte [13] (三つ巴の攻防(13), Mitsu Domoe no Kōbō (13)) - 183. Trois clans en lutte [14] (三つ巴の攻防(14), Mitsu Domoe no Kōbō (14)) - 184. Trois choix (3枚の選択, San Mai no Sentaku) - 185. Rencontre fortuite (邂逅, Kaikō) - 186. La reine (女王, Joō) - 187. La meilleure des nourritures (最高の餌, Saikō no Esa) |                 |                   |                 |                   |
| 19 | 4 février 2004  | 978-4-08-873562-7 | 4 mars 2005     | 978-2-87129-727-7 |
| Titre du tome : NGL (NGL, En Jī Eru) Personnages en couverture : LéolioListe des chapitres : - 188. NGL (NGL, En Jī Eru) - 189. Infiltration (潜入, Sennyū) - 190. Chasse ((ハント)狩り, (Hanto) Kari) - 191. Professionnels (プロ, Puro) - 192. L'homme chien (人間犬, Ningen Inu) - 193. Ciseaux (チョキ, Choki) - 194. Contre les troupes de Hagya [1] (VSハギャ隊(1), Bāsasu Hagya Tai (1)) - 195. Contre les troupes de Hagya [2] (VSハギャ隊(2), Bāsasu Hagya Tai (2)) - 196. Contre les troupes de Hagya [3] (VSハギャ隊(3), Bāsasu Hagya Tai (3)) - 197. Contre les troupes de Hagya [4] (VSハギャ隊(4), Bāsasu Hagya Tai (4)) - 198. Offensive soudaine (急襲, Kyūshū) - 199. Ombre et lumière (光と影, Hikari to Kage) |                 |                   |                 |                   |
| 20 | 4 juin 2004     | 978-4-08-873607-5 | 20 mai 2005     | 978-2-87129-781-9 |
| Titre du tome : Points faibles (弱点, Jakuten) Personnages en couverture : Gon, Léolio, Kirua et KurapikaListe des chapitres : - 200. Conditions (条件, Jōken) - 201. Retrouvailles (再会, Saikai) - 202. Combat (決闘, Kettō) - 203. Jairo (ジャイロ, Jairo) - 204. Et Jairo ? (ジャイロは, Jairo wa) - 205. Temps restant (残り時間, Nokori Jikan) - 206. Duel (勝負, Shōbu) - 207. Points faibles [1] (弱点(1), Jakuten (1)) - 208. Points faibles [2] (弱点(2), Jakuten (2)) - 209. ? (?, "?") - 210. Points faibles [3] (弱点(3), Jakuten (3)) - 211. 1 pour 10 (トイチ, Toichi) |                 |                   |                 |                   |

### Tomes 21 à 30
| no | Japonais         | Japonais          | Français         | Français          |
| no | Date de sortie   | ISBN              | Date de sortie   | ISBN              |
| --- | ---------------- | ----------------- | ---------------- | ----------------- |
| 21 | 4 février 2005   | 978-4-08-873661-7 | 17 mars 2006     | 978-2-87129-899-1 |
| Titre du tome : Retrouvailles (再会, Saikai) Personnages en couverture : Gon et La reineListe des chapitres : - 212. Rupture amniotique (破水, Hasui) - 213. Naissance (誕生, Tanjō) - 214. Dénouement (決着, Ketchaku) - 215. Testament (遺言, Yuigon) - 216. République du Gorutô Est (東ゴルトー共和国, Higashi Gorutō Kyowakoku) - 217. Le jardin des viandes (肉樹園, Niku Ju En) - 218. Déclaration (告白, Kokuhaku) - 219. Éveil (覚醒, Kakusei) - 220. Retrouvailles [1] (再会(1), Saikai (1)) - 221. Retrouvailles [2] (再会(2), Saikai (2)) - 222. Retrouvailles [3] (再会(3), Saikai (3)) - 223. 10 - [1] |                  |                   |                  |                   |
| 22 | 4 juillet 2005   | 978-4-08-873792-8 | 2 juin 2006      | 978-2-87129-917-2 |
| Titre du tome : 8 - [1] Personnages en couverture : Gon, Kirua, Meruem, …Liste des chapitres : - 224. 10 - [2] - 225. 10 - [3] - 226. 10 - [4] - 227. 10 - [5] - 228. 10 - [6] - 229. 10 - [7] - 230. 9 - [1] - 231. 9 - [2] - 232. 9 - [3] - 233. 9 - [4] - 234. 9 - [5] - 235. 8 - [1] |                  |                   |                  |                   |
| 23 | 3 mars 2006      | 978-4-08-873882-6 | 17 novembre 2006 | 978-2-505-00026-6 |
| Titre du tome : 6 - [1] Personnages en couverture : Meruemu, Pito, Yupi et PufuListe des chapitres : - 236. 8 - [2] - 237. 8 - [3] - 238. 8 - [4] - 239. 8 - [5] - 240. 8 - [6] - 241. 8 - [7] - 242. 7 - [1] - 243. 7 - [2] - 244. 6 - [1] - 245. 6 - [2] - 246. 6 - [3] - 247. 6 - [4] |                  |                   |                  |                   |
| 24 | 4 octobre 2007   | 978-4-08-874453-7 | 4 juillet 2008   | 978-2-505-00356-4 |
| Titre du tome : 1 - [4] Personnages en couverture : MeruemuListe des chapitres : - 248. 6 - [5] - 249. 6 - [6] - 250. 6 - [7] - 251. 6 - [8] - 252. 6 - [9] - 253. 6 - [10] - 254. 6 - [11] - 255. 5 - [1]… 2 - [1] - 256. 2 - [2] - 257. 1 - [1] - 258. 1 - [2] - 259. 1 - [3] - 260. 1 - [4] |                  |                   |                  |                   |
| 25 | 4 mars 2008      | 978-4-08-874535-0 | 16 janvier 2009  | 978-2-505-00523-0 |
| Titre du tome : Assaut (突入, Totsunyū) Personnages en couverture : KomugiListe des chapitres : - 261. Assaut [1] (突入(1), Totsunyū (1)) - 262. Assaut [2] (突入(2), Totsunyū (2)) - 263. Assaut [3] (突入(3), Totsunyū (3)) - 264. Assaut [4] (突入(4), Totsunyū (4)) - 265. Assaut [5] (突入(5), Totsunyū (5)) - 266. "Et si jamais…" (「万が一」, Man ga Ichi) - 267. Activation (発動, Hatsudō) - 268. Le roi (王., Ō.) - 269. Infortune (逆境マル(Ο), Gyakkyō Maru) - 270. Dette (貸し, Kashi) |                  |                   |                  |                   |
| 26 | 3 octobre 2008   | 978-4-08-874610-4 | 21 août 2009     | 978-2-505-00617-6 |
| Titre du tome : Retrouvailles (再会, Saikai) Personnages en couverture : Gon, Kaito, Pito et MeruemuListe des chapitres : - 271. Scission (分断, Bundan) - 272. Mauvais calculs (誤算, Gosan) - 273. Retrouvailles (再会, Saikai) - 274. Réponses (解答, Kaidō) - 275. Promesse (約束, Yakusoku) - 276. Missileman (卵男, Misairuman) - 277. Humiliation (侮辱, Bujoku) - 278. Destruction (破壊, Hakai) - 279. Évasion (脱出, Dasshutsu) - 280. Choc frontal (直撃, Chokugeki) |                  |                   |                  |                   |
| 27 | 25 décembre 2009 | 978-4-08-870065-6 | 2 juillet 2010   | 978-2-505-00907-8 |
| Titre du tome : Nom (名前, Namae) Personnages en couverture : NétéroListe des chapitres : - 281. Kanmuru (神速, Kanmuru) - 282. Isolé (密室, Misshitsu) - 283. Détermination (決心, Kesshin) - 284. 15 minutes (15分, Jugofun) - 285. Clones (分身, Bunshin) - 286. Corps principal (本体, Hontai) - 287. Situation (現状, Genjō) - 288. Éloges (賞賛, Shōsan) - 289. Condition (条件, Jōken) - 290. Nom (名前, Namae) |                  |                   |                  |                   |
| 28 | 4 juillet 2011   | 978-4-08-870326-8 | 1er juin 2012    | 978-2-505-01470-6 |
| Titre du tome : Renaissance (再生, Saisei) Personnages en couverture : Pito, Yupi et PufuListe des chapitres : - 291. Interrogation personnelle (自問, Jimon) - 292. Pensée (思惑, Omowaku) - 293. Métamorphose (変貌, Henbō) - 294. Rupture (決壊, Kekkai) - 295. Décision (決意, Ketsui) - 296. Révélation (記憶, Kioku) - 297. Dernier (最後, Saigo) - 298. Rose (薔薇, Bara) - 299. Renaissance (再生, Saisei) - 300. Garantie (保険, Hoken) |                  |                   |                  |                   |
| 29 | 4 août 2011      | 978-4-08-870327-5 | 2 novembre 2012  | 978-2-505-01571-0 |
| Titre du tome : Mémoire (記憶, Kioku) Personnages en couverture : NétéroListe des chapitres : - 301. Mémoire (記憶, Kioku) - 302. Cible (標的, Hyōteki) - 303. Douleur (痛み, Itami) - 304. Magie (魔法, Mahō) - 305. Déception (残念, Zannen) - 306. Soulagement (安堵, Ando) - 307. Perte (損失, Sonshitsu) - 308. Éclat (閃光, Senkō) - 309. Duel (勝負, Shōbu) - 310. Action (始動, Shidō) |                  |                   |                  |                   |
| 30 | 4 avril 2012     | 978-4-08-870450-0 | 21 juin 2013     | 978-2-505-01808-7 |
| Titre du tome : Réponse (返答, Hentō) Personnages en couverture : Les 12 membres du ZodiaqueListe des chapitres : - 311. Temps compté (期限, Kigen) - 312. Résignation (覚悟, Kakugo) - 313. Un seul mot (一言, Hitokoto) - 314. Persuasion (説得, Settoku) - 315. Retour chez soi (帰郷, Kikyō) - 316. Vrai nom (本名, Honmyō) - 317. Réponse (返答, Hentō) - 318. Testament (遺言, Yuigon) - 319. Tirage au sort (抽選, Chūsen) - 320. Vote (投票, Tōhyō) |                  |                   |                  |                   |

### Tomes 31 à aujourd'hui
| no | Japonais         | Japonais          | Français         | Français          |
| no | Date de sortie   | ISBN              | Date de sortie   | ISBN              |
| --- | ---------------- | ----------------- | ---------------- | ----------------- |
| 31 | 4 décembre 2012  | 978-4-08-870697-9 | 6 septembre 2013 | 978-2-505-01933-6 |
| Titre du tome : Entrée en guerre (参戦, Sansen) Personnages en couverture : Kirua et ArukaListe des chapitres : - 321. Animal (怪者, Kaisha) - 322. Frères et sœurs (兄妹, Kyōdai) - 323. Demande (依頼, Irai) - 324. Les intendants (執事, Shitsuji) - 325. Entrée en guerre (参戦, Sansen) - 326. Début des hostilités (開戦, Kaisen) - 327. Devinette (謎々, Nazo) - 328. Arrangement (手配, Tehai) - 329. Mouchard (密偵, Mittei) - 330. Aveux (告白, Kokuhaku)                                       |                  |                   |                  |                   |
| 32 | 28 décembre 2012 | 978-4-08-870698-6 | 6 décembre 2013  | 978-2-505-01934-3 |
| Titre du tome : Défaite incontestable (完敗, Kanpai) Personnage en couverture : Jin FreecssListe des chapitres : - 331. Jour J (X日, Ekkusu Dē) - 332. Ovation (喝采, Kassai) - 333. Beaucoup de bruit pour rien (鳴動, Meidō) - 334. Défaite incontestable (完敗, Kanpai) - 335. Décision (決定, Kettei) - 336. Libération (解除, Kaijo) - 337. Confession (懺悔, Zange) - 338. Au sommet de l'arbre (樹上, Jujō) - 339. Silence (静寂, Seijaku) - 340. Mission spéciale (特命, Tokumei)                 |                  |                   |                  |                   |
| 33 | 3 juin 2016      | 978-4-08-880352-4 | 17 mars 2017     | 978-2-505-06013-0 |
| Titre du tome : Calamités (災難, Sainan) Personnage en couverture : KurapikaListe des chapitres : - 341. Calamités (災難, Sainan) - 342. Décret (布告, Fukoku) - 343. Invitation (勧誘, Kan'yū) - 344. Auteur (著者, Chosha) - 345. Signature (署名, Shomei) - 346. Choix (選択, Sentaku) - 347. Prise de fonction (就任, Shūnin) - 348. Préparation (覚悟, Kakugo) - 349. Mauvais gu (蠱毒, Kodoku) - 350. Les princes (王子, Ōji)                                                                       |                  |                   |                  |                   |
| 34 | 26 juin 2017     | 978-4-08-881248-9 | 17 novembre 2017 | 978-2-505-07093-1 |
| Titre du tome : Combat à mort (死闘, Shitō) Personnages en couverture : Kuroro et HisokaListe des chapitres : - 351. Combat à mort (死闘, Shitō) - 352. Embarras (厄介, Yakkai) - 353. Perspicacité (冷徹, Reitetsu) - 354. Tête (頭部, Tōbu) - 355. Explosion (爆破, Bakuha) - 356. Dommage [1] (残念①, Zannen (Ichi)) - 357. Dommage [2] (残念②, Zannen (Ni)) - 358. La veille au soir (前夜, Zen'ya) - 359. Le départ (出航, Shukkō) - 360. Parasite (寄生, Kisei)                                     |                  |                   |                  |                   |
| 35 | 2 février 2018   | 978-4-08-881455-1 | 29 juin 2018     | 978-2-505-07268-3 |
| Titre du tome : Bête de nen (念獣, Nen-jū) Personnages en couverture : Kurapika et la famille royale de KakinListe des chapitres : - 361. Refus (辞退, Jitai) - 362. Décision (決意, Ketsui) - 363. Bête de nen (念獣, Nen-jū) - 364. Intentions (思惑, Omowaku) - 365. Choix (選択, Sentaku) - 366. Tout un chacun (其々, Sorezore) - 367. Synchronisation (同期, Dōki) - 368. Meurtre (凶行, Kyōkō) - 369. Limites (限界, Genkai) - 370. Observation (観察, Kansatsu)                                   |                  |                   |                  |                   |
| 36 | 4 octobre 2018   | 978-4-08-881640-1 | 3 mai 2019       | 978-2-505-07636-0 |
| Titre du tome : Équilibre (均衡, Baransu) Personnages en couverture : La Brigade FantômeListe des chapitres : - 371. Mission (任務, Ninmu) - 372. Disparition (消失, Shōshitsu) - 373. Succession (継承, Keishō) - 374. Faculté (能力, Nōryoku) - 375. Persuasion (説得, Settoku) - 376. Décision (決意, Ketsui) - 377. Intrigues (画策, Kakusaku) - 378. Équilibre (均衡, Baransu) - 379. Coopération (共闘, Korabo) - 380. Alerte (警報, Keihō)                                                         |                  |                   |                  |                   |
| 37 | 4 novembre 2022  | 978-4-08-883365-1 | 3 mars 2023      | 978-2-505-08503-4 |
| Titre du tome : La fuite (脱出, Dasshutsu) Personnages en couverture : Morena PrudoListe des chapitres : - 381. Predator (捕食, Hoshoku) - 382. L'éveil (覚醒, Kakusei) - 383. La fuite (脱出, Dasshutsu) - 384. Conflit (抗争, Kōsō) - 385. Mise en garde (警告, Keikoku) - 386. Hypothèse (仮説, Kasetsu) - 387. Répétitions (再現, Saigen) - 388. Réflexions (思案, Shian) - 389. Malédiction (呪詛, Juso) - 390. Rixes [1] (衝突①, Shōtotsu (Ichi))                                                   |                  |                   |                  |                   |
| 38 | 4 septembre 2024 | 978-4-08-884279-0 | 4 juillet 2025   | 978-2-505-12247-0 |
| Titre du tome : Formation (結成, Kessei) Personnages en couverture : GonListe des chapitres : - 391. Rixes [2] (衝突②, Shōtotsu (Ni)) - 392. Informations (情報, Jōhō) - 393. Supplication (勧誘する, Kan'yū Suru) - 394. Supposition (予定, Yotei) - 395. Formation [1] (結成①, Kessei (Ichi)) - 396. Formation [2] (結成②, Kessei (Ni)) - 397. Formation [3] (結成③, Kessei (San)) - 398. Inspection (探す, Sagasu) - 399. Évacuation (立ち退き, Tachinoki) - 400. Dissimulation (隠された, Kakusareta) |                  |                   |                  |                   |
| — |                  |                   |                  |                   |
| Liste des chapitres : - 401. Clair de lune (月光, Gekkō) - 402. La lettre (手紙, Tegami) - 403. Résultat (成せい果か, Seika) - 404. Intentions (思惑, Omowaku) - 405. Comédie (芝しば居, Shibai) - 406. Jingi (神器, Jingi) - 407. Négociations [1] (交渉, Kōshō) - 408. Négociations [2] (交渉②, Kōshō (Ni)) - 409. Négociations [3] (交渉③, Kōshō (San)) - 410. Négociations [4] (交渉④, Kōshō (Yon))                                                                                                   |                  |                   |                  |                   |

### Shueisha BOOKS
1. 1 2  Tome 1
2. 1 2  Tome 2
3. 1 2  Tome 3
4. 1 2  Tome 4
5. 1 2  Tome 5
6. 1 2  Tome 6
7. 1 2  Tome 7
8. 1 2  Tome 8
9. 1 2  Tome 9
10. 1 2  Tome 10
11. 1 2  Tome 11
12. 1 2  Tome 12
13. 1 2  Tome 13
14. 1 2  Tome 14
15. 1 2  Tome 15
16. 1 2  Tome 16
17. 1 2  Tome 17
18. 1 2  Tome 18
19. 1 2  Tome 19
20. 1 2  Tome 20
21. 1 2  Tome 21
22. 1 2  Tome 22
23. 1 2  Tome 23
24. 1 2  Tome 24
25. 1 2  Tome 25
26. 1 2  Tome 26
27. 1 2  Tome 27
28. 1 2  Tome 28
29. 1 2  Tome 29
30. 1 2  Tome 30
31. 1 2  Tome 31
32. 1 2  Tome 32
33. 1 2  Tome 33
34. 1 2  Tome 34
35. 1 2  Tome 35
36. 1 2  Tome 36
37. 1 2  Tome 37
38. 1 2  Tome 38

### Manga Kana
1. 1 2  Tome 1
2. 1 2  Tome 2
3. 1 2  Tome 3
4. 1 2  Tome 4
5. 1 2  Tome 5
6. 1 2  Tome 6
7. 1 2  Tome 7
8. 1 2  Tome 8
9. 1 2  Tome 9
10. 1 2  Tome 10
11. 1 2  Tome 11
12. 1 2  Tome 12
13. 1 2  Tome 13
14. 1 2  Tome 14
15. 1 2  Tome 15
16. 1 2  Tome 16
17. 1 2  Tome 17
18. 1 2  Tome 18
19. 1 2  Tome 19
20. 1 2  Tome 20
21. 1 2  Tome 21
22. 1 2  Tome 22
23. 1 2  Tome 23
24. 1 2  Tome 24
25. 1 2  Tome 25
26. 1 2  Tome 26
27. 1 2  Tome 27
28. 1 2  Tome 28
29. 1 2  Tome 29
30. 1 2  Tome 30
31. 1 2  Tome 31
32. 1 2  Tome 32
33. 1 2  Tome 33
34. 1 2  Tome 34
35. 1 2  Tome 35
36. 1 2  Tome 36
37. 1 2  Tome 37
38. 1 2  Tome 38